# Hilmar Baunsgaard
Hilmar Tormod Ingolf Baunsgaard, född 26 februari 1920 i Slagelse, död 2 juli 1989 i Köpenhamn, var en dansk politiker. Han var bror till politikern Bernhard Baunsgaard.
Han representerade Radikale Venstre och var Danmarks handelsminister 7 september 1961–26 september 1964 samt landets statsminister 2 februari 1968–11 oktober 1971. Han var huvudmannen till idén om Nordek.